# Герб Широківського району
Герб Широ́ківського райо́ну затверджений 30 вересня 2008 р. рішенням № 225-26 Широківської районної ради.

## Опис
Щит перетятий, на верхньому лазуровому полі сходить золота квітка соняшника з одинадцятьма пелюстками, зліва від неї — три золоті колоски пшениці, на нижньому золотому полі перехрещені золотий пернач та срібна шабля, які накладено на зелене дубове листя.

## Значення
Колоски та соняшник свідчать про аграрне спрямування економіки району, одинадцять пелюстків соняшника символізують 11 територіальних громад, що входять до складу району.
Зелене дубове листя є символом міцності, достатку та впевненості у майбутньому.
Перехрещені козацька шабля та пернач нагадують про славне козацьке минуле краю.
Автор — В. Я. Журба.
Комп'ютерна графіка — В. М. Напиткін, К. М. Богатов.